# جاني هولت
جاني هولت (بالفرنسية: Jany Holt)‏ هي ممثلة فرنسية، ولدت في 13 مايو 1909 ببوخارست في رومانيا، وتوفيت في 26 أكتوبر 2005 بنويي-سور-سين في فرنسا. من الجوائز التي نالتها صليب الحرب.

## جوائز
- صليب الحرب

## وصلات خارجية
- جاني هولت على موقع IMDb (الإنجليزية)
- جاني هولت على موقع ألو سيني (الفرنسية)
- جاني هولت على موقع تيرنر كلاسيك موفيز (الإنجليزية)
- جاني هولت على موقع أول موفي (الإنجليزية)
- جاني هولت على موقع قاعدة بيانات الأفلام السويدية (السويدية)
- جاني هولت على موقع قاعدة بيانات الفيلم (الإنجليزية)
- جاني هولت على موقع كينوبويسك (الروسية)